# جورجیا بول
جورجیا بول (انگلیسی: Georgia Bohl؛ زادهٔ ۱۱ آوریل ۱۹۹۷) ورزشکار ورزش شنا اهل استرالیا است.
وی در مسابقات کشوری و بین‌المللی در مجموع برندهٔ ۱ مدال طلا و ۱ مدال برنز شده‌است.